# Pourrières
Pourrières là một xã thuộc tỉnh Var trong vùng Provence-Alpes-Côte d’Azur, Pháp. Xã này có diện tích 56,32 km², dân số 4389 người. Xã này nằm ở khu vực có độ cao trung bình 302 mét trên mực nước biển.
Danh xưng dân địa phương trong tiếng Pháp là Pourriérois.

## Biến động dân số
| Năm | 1962 | 1968 | 1975  | 1982  | 1990  | 1999  | 2005  |
| --- | ---- | ---- | ----- | ----- | ----- | ----- | ----- |
| Dân số | 905  | 980  | 1 270 | 1 718 | 2 631 | 3 985 | 4 389 |
| From the year 1962 on: No double counting—residents of multiple communes (e.g. students and military personnel) are counted only once. |      |      |       |       |       |       |       |